# Juste-Aurèle Meissonnier

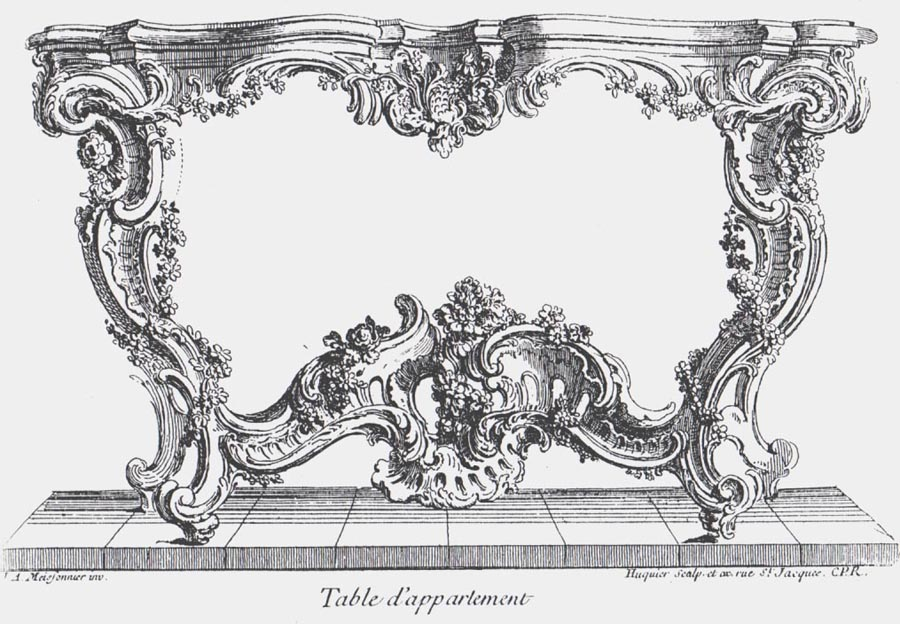
Juste-Aurèle Meissonnier, design för ett bord (cirka 1730).

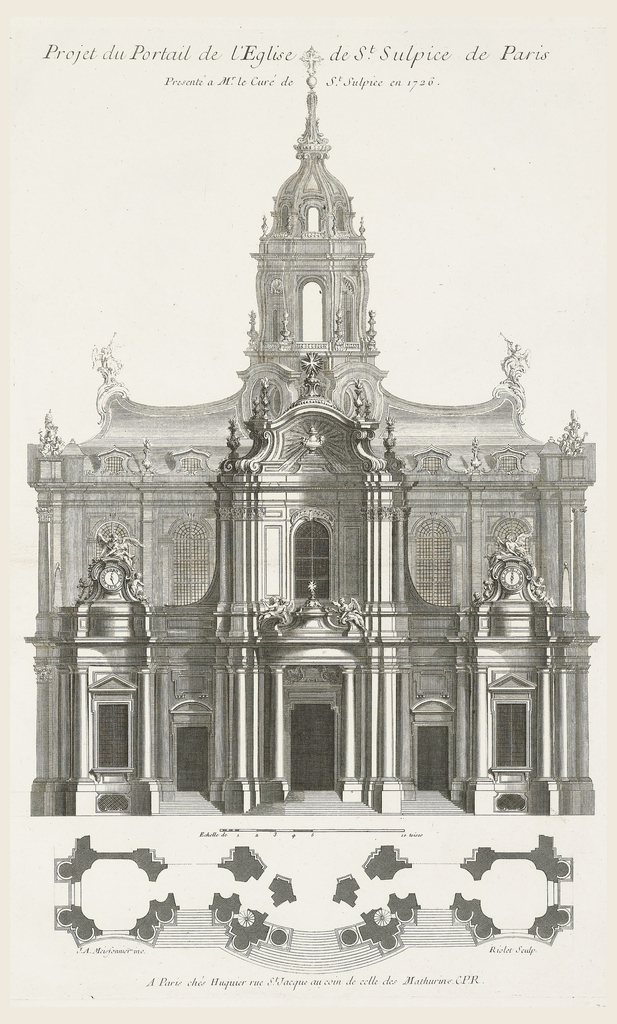
Projekt för fasaden till kyrkan Saint-Sulpice i Paris.

Juste-Aurèle Meissonnier, född 1695 i Turin, död 31 juli 1750 i Paris, var en fransk guldsmed, ornamenttecknare och inredningsarkitekt under rokokons epok. Genom gravyrer spreds hans idéer och fick stort inflytande i tysk, spansk och östeuropeisk konsthistoria.

## Biografi
Jämte Oppenord och Germain Boffrand var Meissonnier rokokostilens skapare. Hans utgångspunkt var den italienska barockens sista utvecklingsfas. Hans stil kan i få ord karakteriseras genom frånvaron av räta linjer och vinklar: bågen härskar, linjerna ormar sig asymmetriskt, bisarrt, nyckfullt, men behagfullt, arkitektur- och möbelformer gör intryck av guldsmide, träsnideri eller porslin. 
Framför allt var Meissonnier dekoratör. Han fick av Ludvig XV titeln dessinateur du cabinet et orfèvre du roi. Bland de uppslag, som Meissonnier gjorde, märks hans aldrig utförda ritning till fasad för kyrkan Saint Sulpice i Paris, representativ för hans smak. Den tilltänkta fasaden består av konkava och konvexa plan mellan knippen av kolonner och pilastrar och med yppig dekorativ utsirning. Även takets ytterkontur, liksom det lanterninformiga, sexkantiga tornet, har idel svängda linjer. Kyrkan fick sedan en linjerät fasad i klassisk anda av florentinaren Servandoni. 
Meissonniers ritningar till dekoration av greve Bjelinskijs palats har blivit karakteriserade med orden "graciös vildhet". Bland Meissonniers ritningar märks Livré d'ornements en trente piéces, Livré d'orfèvrerie d'église en six pièces med flera. Meissonnier är representerad vid bland annat Nationalmuseum i Stockholm.